# Рубежинский сельсовет
Рубежинский сельсовет — сельское поселение в Первомайском районе Оренбургской области Российской Федерации.
Административный центр — посёлок Рубежинский.

## История
9 марта 2005 года в соответствии с законом Оренбургской области № 1907/315-III-ОЗ образовано сельское поселение Рубежинский сельсовет, установлены границы муниципального образования.

## Население
| 2010  | 2012  | 2013  | 2014  | 2015  | 2016  | 2017  |
| ----- | ----- | ----- | ----- | ----- | ----- | ----- |
| 1484  | ↘1442 | ↘1424 | ↘1372 | ↘1341 | ↘1327 | ↘1279 |
| 2018  | 2019  | 2020  | 2021  |       |       |       |
| ↘1261 | ↘1207 | ↘1159 | ↘1130 |       |       |       |

## Состав сельского поселения
| № | Населённый пункт | Тип населённого пункта          | Население |
| - | ---------------- | ------------------------------- | --------- |
| 1 | Большепрудный    | посёлок                         | 198       |
| 2 | Дружный          | посёлок                         | 70        |
| 3 | Рубежинский      | посёлок, административный центр | 934       |
| 4 | Ударный          | посёлок                         | 282       |